# 데스마레과일박쥐
데스마레과일박쥐(Rousettus leschenaultii)는 큰박쥐과에 속하는 박쥐의 일종이다. 1820년 데스마레(Desmarest)가 처음 기술했다.

## 특징
털 색깔은 갈색부터 회색-갈색이며 하체는 좀더 연한 색을 띤다. 뺨 아래로 길고 연한 색의 털과 가늘고 긴 주둥이 그리고 크고 검은 눈을 갖고 있다. 몸길이는 9.5~12cm로 측정되고 꼬리 길이는 1~1.8cm, 전완장은 약 7.5~8.5cm 정도이다.

## 서식 및 서식지
열대 숲부터 도시 환경에 이르기까지 다양한 범위의 서식지에서 발견되며 동굴과 버려진 오랜 건물 또는 터널 그리고 기타 이와 유사한 구조물 등 안에 둥지를 튼다. 둥지에 최대 수천마리씩 무리를 짓는다. 먹이로 과일과 꽃꿀 그리고 꽃을 먹는다.

## 분포
캄보디아와 인도네시아(발리섬, 자와섬 그리고 수마트라섬), 라오스, 말레이반도, 미얀마, 태국, 베트남, 방글라데시, 중국, 인도, 네팔, 파키스탄 그리고 스리랑카에서 서식한다.